# استاروایلیکوو (شهرستان بلاگووشچنسکی، باشقیرستان)
استاروایلیکوو (انگلیسی: Staroilikovo, Blagoveshchensky District, Republic of Bashkortostan) یک شهرک در شهرستان بلاگووشچنسکی باشقیرستان کشور روسیه است.